# Юзеф Сташевський
Юзеф Сташевський (справжнє прізвище — Галічер; пол. Józef Staszewski; 18 вересня 1887, м. Тернопіль — 5 вересня 1966, м. Варшава) — український і польський географ, історик географії, педагог єврейського походження.

## Життєпис

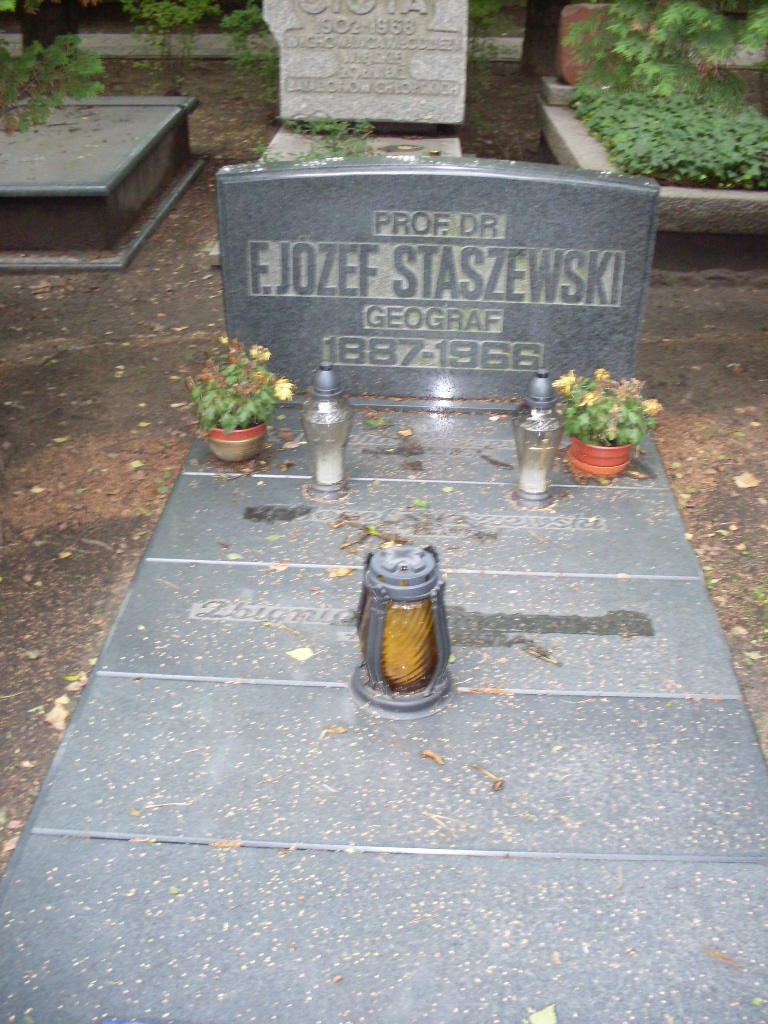
Могила Юзефа Сташевського на військовому цвинтарі у Варшаві

Походив із бідної єврейської родини, закінчив середню школу у Львові, від 1910 року вивчав географію і природознавчі науки у Віденському університеті. Під час Першої світової війни був офіцером австрійської армії, потрапив у російський полон, був учителем у польській гімназії в Іркутську, зумів стати учасником двох наукових експедицій у Забайкалля та Сибір. Після повернення з полону — викладач географії і природознавства у навчальних закладах Тернополя (1921—1939), зокрема в Другій тернопільській гімназії. У 1937 році докторизувався у Львівському університеті. Під час Другої світової війни — в'язень німецьких концтаборів.
Від 1945 року мешкав у Сопоті, працював спочатку у Гданському державному «Педагогіум», а потім у Вищій педагогічній школі в Гданську, керівник закладу географії, від 1953 року — керівник кафедри регіональної географії. Від 1957 року — доцент, а від 1960 — професор Вищої педагогічної школи в м. Гданськ та Інституту геології АН у Варшаві. Засновник Гданського відділення Польського Географічного Товариства.
Помер 5 вересня 1966 року у Варшаві, похований на Військових Повонзках у Варшаві.

## Праці
Спеціаліст із фізичної географії і антропогеографії та історії античної географії. Автор понад 100 наукових праць, серед яких:
- «Słownik geograficzny» (1934, кілька перевидань),
- «Geografia fizyczna w liczbach» (1959),
- «Historia nauki o Ziemi w zarysie» (1966).